# Vöckla
Die Vöckla ist ein Fluss in Oberösterreich und dem Land Salzburg. Sie entspringt am Mondseeberg nordöstlich von Mondsee und mündet nach etwa 47 km bei Vöcklabruck in die Ager.

## Lauf
Die Vöckla bildet sich aus mehreren Quellbächen am Mondseeberg im Bereich des Hochmoores Wildmoos im Gemeindegebiet von Tiefgraben und fließt zuerst Richtung Norden. Auf einer Länge von rund 2 km bildet sie bei Angern und Vöcklatal die Landesgrenze zwischen Oberösterreich und Salzburg, ansonsten verläuft sie zur Gänze im Bezirk Vöcklabruck.
Bei Frankenmarkt ändert sie ihre Richtung nach Osten, passiert Vöcklamarkt und Timelkam. Bei Straß (Gemeinde Timelkam) trifft die Vöckla schon fast auf die Ager, die Flüsse sind nur rund 200 m voneinander entfernt. Beide ändern jedoch ihre Richtung um fast 180°, die Vöckla wendet sich nach Norden, durchfließt Vöcklabruck und mündet erst unterhalb von Vöcklabruck im Bereich der Schalchhamer Au in die Ager. Diese Beinahe-Insel hat die Entwicklung Vöcklabrucks begünstigt.

### Zuflüsse
Am Vöcklaknie mündet der Kirchhamer Bach (auch als Weinbach), der von Straßwalchen her kommt und die westlichste Ausdehnung des Vöcklagebiets markiert.
Die bedeutendsten Zuflüsse sind der Fornacher Redlbach kurz vor Vöcklamarkt, der Frankenburger Redlbach nach Vöcklamarkt sowie der Ampflwanger Bach und die Dürre Ager bei Timelkam.

## Einzugsgebiet und Wasserführung
Das Einzugsgebiet der Vöckla beträgt 446 km², es umfasst mehr als 35 % des Einzugsgebietes der Ager. Der höchste Punkt ist der Mondseeberg mit 1029 m ü. A.
Der mittlere Abfluss am Pegel Vöcklabruck beträgt 8,8 m³/s, was einer Abflussspende von 19,7 l/s·km² entspricht. Die Vöckla weist dort ein deutliches winterpluviales Abflussregime auf. Das Monatsmittel des abflussreichsten Monats März ist mit 13,4 m³/s gut doppelt so hoch wie das des abflussärmsten Monats Oktober mit 6,21 m³/s. Das größte gemessene Hochwasser (August 2002) betrug das 36-fache, der niedrigste bekannte Abfluss rund ein Zwanzigstel des mittleren Abflusses.

## Name
Der Name des Flusses taucht erstmals um 790 in der Notitia Arnonis als Fecchelisaha und Fechilaha auf.
Häufig wird versucht, den Namen aus dem Keltischen herzuleiten, z. B. aus aha (Ache, Fluss) und fehil (Fisch) oder foecke (Fackel), letzteres auf Fackeln bezogen, die als Signalfeuer auf Anhöhen entzündet wurden.
Diese erste Erwähnung ist eine Schenkung von Herzog Theodo III. an das Erzstift Salzburg, und zwar “in pago Atragaue secus torrentem Fecchelisaha Romanos et eorum manses tributales V” (‚im Landstrich Attergau am Fluss Vöckla Römer und ihre fünf Häuser‘). Die Erwähnung dieser Romanen ist durchaus erstaunlich und belegt (als eines von vielen Zeugnissen) die weitgehend friedliche baiuwarische Landnahme unter Assimilation ansässiger Restbevölkerung des römischen Noricum wie auch von Slawen (Walchen). Daher kämen auch romanische oder slawische Herleitungen in Frage.
Ebenso möglich ist allerdings, dass sich der Name erst zur Zeit der bayerischen Besiedlung aus dem Personennamen Veckilo gebildet hat. Frühneuzeitliche Schreibung ist oft Vöggl/Veggl oder ähnlich.

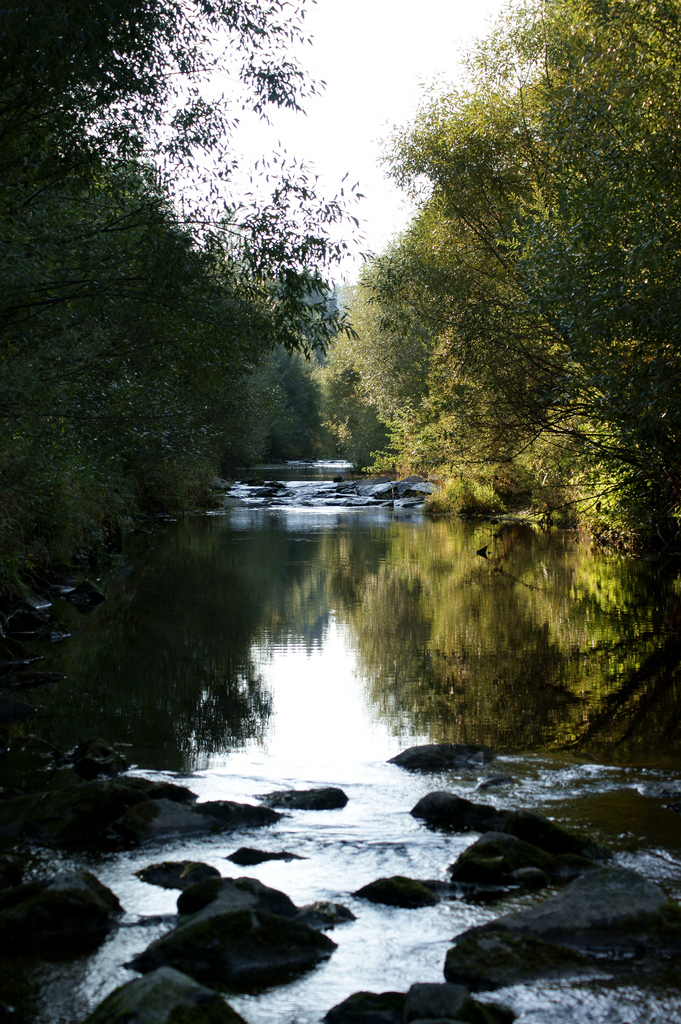
Die obere Vöckla bei Frankenmarkt

Der Oberlauf der Vöckla von Mondsee bis Frankenmarkt hieß noch im 18. Jahrhundert Sprenzelbach (Sprentzl Fluss G.M. Vischer 1667, desgleichen N. Visscher 1702). 
Dieser Name erscheint schon um 748 als Sprenzala (‚Sprenzl-Ache‘).
Daran erinnert auch noch der Name der Dürren Sprenzl bei Weißenkirchen im Attergau. 
Der Name Vöckla[bach] setzt sich dort erst später durch, als man diesen viel längeren Lauf als Quelllauf bestimmte (so Schütz/Müller 1787). G.M. Vischer sah die fons Vogglæ (‚Quellen der Vöckla‘) wohl am Eisbach bei Shwaigern (Schwaigern), also im Langholz und am Hehenfeld (Hochfeld), der Straßwalchener Passlandschaft.

## Wirtschaftliche Nutzung
Die Wasserkraft der Vöckla wird seit dem 19. Jahrhundert genutzt. Entlang ihres Verlaufs befinden sich rund 20 Wasserkraftanlagen, vor allem Sägewerke. In vielen Fällen wird das Wasser der Vöckla in einen Mühlbach ausgeleitet. Das Dampfkraftwerk Timelkam, früher mit Braunkohle, jetzt mit Erdgas betrieben, verwendet Kühlwasser aus der Vöckla.

## Umwelt
Insbesondere durch Regulierung und zahlreiche Wehranlagen wird heute stark in den natürlichen Verlauf und Wasserhaushalt der Vöckla eingegriffen. Der ursprünglich mäandrierende Verlauf ist nur noch an wenigen Stellen sichtbar. Im Oberlauf in den Gemeinden Tiefgraben und Zell am Moos verläuft die Vöckla noch relativ naturbelassen mit einem von Weiden und Eschen dominierten Ufergehölz. Auch im weiteren Verlauf finden sich noch einzelne naturnahe Abschnitte mit Uferbegleitgehölz und kleineren Auwäldern, die hauptsächlich als Eschenauen, aber auch als Grauerlen- und Weidenauen ausgebildet sind.

### Fauna
Die Vöckla zählt zur Forellenregion, die hauptsächlich vorkommenden Fischarten sind Bachforelle, Äsche und Regenbogenforelle. Im Oberlauf und seinen Zubringern ist der Steinkrebs noch relativ weit verbreitet.

### Wasserqualität
Die Wasserqualität wird durch intensive landwirtschaftliche Nutzung und Industrie- und Gewerbebetriebe im Einzugsgebiet beeinträchtigt. Im Oberlauf weist die Vöckla Güteklasse I bis II, im Unterlauf Güteklasse II auf. Die Kühlwassernutzung durch das Kraftwerk Timelkam führte in der Vergangenheit häufig zu einer übermäßigen Erwärmung der Vöckla in den Wintermonaten und damit zu Schäden am Fischbestand.